# Sin freno
Sin Freno es el nombre del álbum debut del cantante de rap cubano Alex Sandunga, es un viaje de placer musical a través de diferentes estilos, sonidos y ritmos. Este alegre recorrido musical tiene sorprendentes paisajes sonoros de blues, timba, rock, reggae, jungle, house, funk, hip hop e incluso heavy metal. Todos estos ritmos unidos al energético flow, la ingeniosa lírica y el poderoso sonido de Alex Sandunga hacen de este obra musical de 13 canciones una de las más atrevidas hasta el momento en el mercado de habla hispana y hacen que la audiencia entienda por qué el artista ha decidido escoger el nombre de su álbum debut como Sin Freno.
El sencillo “A mi me gusta”, un ritmo pegadizo con sabor a dancehall y r&b  causó una gran aceptación en España después de su relanzamiento en el doble CD recopilatorio Caribe Mix “El verano es azul” por Universal Music .

## Lista de canciones
| #  | Título                        | Invitado         | Producción                        | Duración |
| -- | ----------------------------- | ---------------- | --------------------------------- | -------- |
| 01 | Mírame                        |                  | The Flexatones                    | 4:05     |
| 02 | A mi me gusta                 |                  | The Flexatones                    | 4:01     |
| 03 | La noche está buena           |                  | The Flexatones                    | 3:59     |
| 04 | Pa' los locos y pa' las locas |                  | The Flexatones                    | 3:55     |
| 05 | Blues a una plástica          |                  | The Flexatones                    | 2:55     |
| 06 | No me apagues la luz          | Merica           | The Flexatones                    | 4:29     |
| 07 | Yo soy latino                 | Charles          | The Flexatones                    | 3:53     |
| 08 | Yo la vi                      | Boris Larremendi | Boris Larremendi & The Flexatones | 3:31     |
| 09 | Lo que tengo                  |                  | The Flexatones                    | 3:26     |
| 10 | Pa la Pinga                   |                  | The Flexatones                    | 3:32     |
| 11 | Arrock con Deo                |                  | The Flexatones                    | 3:19     |
| 12 | Hipocresía                    |                  | The Flexatones                    | 3:56     |
| 13 | Búscame                       |                  | The Flexatones                    | 3:59     |